# Mahmut Tekdemir
Mahmut Tekdemir, född 20 januari 1988, är en turkisk fotbollsspelare som spelar för Ankaragücü. Han har även representerat Turkiets landslag.